# Rashidi Kawawa
Rashidi Mfaume Kawawa (Matepwende, 27 de maio de 1924 – Dar es Salaam, 31 de dezembro de 2009) foi um político tanzaniano que serviu como o 2º Primeiro-Ministro de Tanganica entre janeiro e dezembro de 1962, Segundo Vice-Presidente da República Unida de Tanganica e Zanzibar de abril a outubro de 1964 e 1º Primeiro-Ministro da Tanzânia de 1972 a 1977.

## Biografia
Kawawa nasceu em Matepwende no então território britânico de Tanganica, sendo o filho mais velho de oito de um caçador de elefantes. Ele cursou a escola em Dar es Salaam e depois terminou os estudos fundamentais em Tabora, recusando a oportunidade de ir para uma universidade para que assim seu pai usasse o dinheiro para ajudar na educação de seus irmãos mais novos.
Seu primeiro trabalho foi como balconista do Departamento de Obras Públicas em meados da década de 1950. Seu pai morreu no mesmo período e ele assumiu a responsabilidade de sustentar sua família. Tornou-se um assistente social em 1951, enquanto ainda estudava em Dar es Salaam, organizando campanhas de alfabetização para adultos; depois disso fez parte de uma equipe de filmagens envolvida em programas de alfabetização do governo territorial. Em 1953 foi enviado para o centro do país com o objetivo de ajudar os detidos quicuios depois da Revolta dos Mau-Mau no Quênia.
Kawawa juntou-se à Associação dos Serviços Governamentais da Tanganica Africana, chegando à sua presidência em 1955. Nessa posição trabalhou para garantir direitos trabalhistas, ajudando a fundar a Federação Trabalhista de Tanganica. O movimento de independência local estava ativo na época, liderado por Julius Nyerere e sua União Nacional Africana Tanganica. O trabalho governamental de Kawawa impedia que ele participasse da vida política, porém ele renunciou de seus cargos em fevereiro de 1956 e juntou-se ao movimento de independência. Pelos anos seguintes ele foi subindo na hierarquia do movimento.
Nyerere renunciou do cargo de primeiro-ministro em 1962, após a independência de Tanganica, com Kawawa substituindo no cargo por alguns meses. Depois disso tornou-se em 1964 o segundo vice-presidente do país, servindo como o principal assistente de Nyerere para assuntos domésticos. Em 1972 foi nomeado primeiro-ministro da Tanzânia, cargo que manteve até 1977. Ele se aposentou da política em 1985 após a renúncia de Nyerere da presidência, morrendo em dezembro de 2009.